# Eldtursar
Eldtursar (även Muspels söner) är eldjättar från Muspelheim där deras anfader och gränsväktare eldjätten Surt regerar. De tågar med Surt till den slutliga uppgörelsen i Ragnarök. En annan av eldjättarna är Loge, ej att förväxlas med Loke.